# Quim Berto
Joaquim Alberto Ferreira Machado, mais conhecido como Quim Berto é um futebolista português aposentado, que nasceu em 9 de outubro de 1971. Começou a jogar no Sport Benfica e Castelo Branco e terminou a carreira no Vizela da Liga Vitalis.
Neste momento encontra-se a treinar o Futebol Clube Tirsense  no Campeonato de Portugal .
Jogou ainda em clubes bastante famosos em Portugal como o Vitória de Guimarães, o Sporting ou o Benfica.
Começou a sua carreira sénior no Benfica de Castelo Branco na época 1990/1991 onde esteve até à época 1991/1992.Depois Transferiu-se na época seguinte (1992/1993) para o Vitória de Guimarães onde este até à época 1996/1997 onde fez 128 Jogos e 9 Golos todos na 1ª Divisão, voltaria na época 1998/1999 emprestado pelo Sporting CP onde fez mais 15 Jogos e 2 Golos contabilizando 143 Jogos e 11 Golos na 1ª Divisão pelo Vitória de Guimarães.
Na época seguinte (1997/1998) assinou pelo Sporting CP onde esteve até à época 1999/2000, excepto um período que esteve emprestado ao Vitória de Guimarães, pelo Sporting CP fez 48 Jogos e 3 Golos na 1ª Divisão.
Na época de 2001/2002 assinou pelo SL Benfica porém não efectuo qualquer jogo na 1ª Divisão.
Na mesma época seria emprestado ao Varzim SC onde esteve até à época 2003/2004 esta última na 2ª Divisão de Honra, pelo clube poveiro fez 47 Jogos e 4 Golos na 1ª Divisão na sua última época na 1ª Divisão.
Continuou na 2ª Divisão ao serviço do Estrela da Amadora, Santa Clara e por fim o FC Vizela onde terminou a sua carreira de jogador em 2010.
Assumiu a posição de treinador principal no Vizela, Varzim B, Trofense, Lusitanos (Andorra), Torreense e Futebol Clube Tirsense, este último na época 2020-2021.